# Renzo Soldani
Renzo Soldani, nacido el 2 de mayo de 1925 en Cireglio di Pistoia y fallecido el 2 de enero de 2013, fue un ciclista italiano que fue profesional entre 1949 y 1955. Su mayor logro fue la victoria en el Giro de Lombardía 1950 batiendo al sprint a Fausto Coppi.

## Palmarés
1948
- Giro del Piemonte

1949
- Coppa Placci

1950
- Giro de Lombardía
- Tour de Umbría
- Giro de los Apeninos

1951
- Sassari-Cagliari

## Resultados en Grandes Vueltas
Durante su carrera deportiva consiguió los siguientes puestos en las Grandes Vueltas:
| Carrera         | 1949 | 1950 | 1951 | 1952 | 1953 | 1954 | 1955 |
| --------------- | ---- | ---- | ---- | ---- | ---- | ---- | ---- |
| Giro de Italia  | 22º  | 32º  | Ab.  | 32º  | -    | 27º  | -    |
| Tour de Francia | -    | -    | -    | -    | -    | -    | -    |
| Vuelta a España | -    | -    | -    | -    | -    | -    | -    |
| Mundial en Ruta | -    | -    | -    | -    | -    | -    | -    |